# Governo
O governo é a organização que é a autoridade governante de uma unidade política"; "o poder de regrar uma sociedade política"; ou o aparato pelo qual o corpo  governante funciona e exerce autoridade. O governo é, usualmente, utilizado para designar a instância máxima de administração executiva, geralmente reconhecida como a liderança de um Estado ou uma nação. Os Estados podem ter vários níveis ou esferas de governo, conforme a organização política daquele país, como por exemplo os governos locais ou municipais, os regionais ou estaduais e o nacional ou federal.
No direito administrativo contemporâneo, governo é a expressão que define o núcleo diretivo do Estado, alterável por eleições e responsável pela gerência dos interesses estatais e pelo exercício do poder político.

## Chefe de EstadoversusChefe de Governo
Normalmente, chama-se Governo ou Gabinete ao conjunto dos dirigentes executivos do Estado, ou ministros (por isso, também se chama Conselho de Ministros). Quando o chefe de Estado não é chefe de governo, existe uma divisão dos poderes. No caso do Reino Unido, o chefe de Estado é o Rei Carlos III e o atual chefe de governo é o primeiro-ministro Keir Starmer. Geralmente, o chefe de governo é responsável pela escolha dos ministros ou secretários, pela administração do Estado e, por meio de acordos o apoio do Parlamento para com a administração. O presidente ou monarca que exerça apenas o poder de chefe de Estado torna-se responsável pelas relações diplomáticas com outros países e o aperfeiçoamento das instituições políticas nacionais, assumindo, muitas vezes, o papel de moderador entre as forças partidárias.

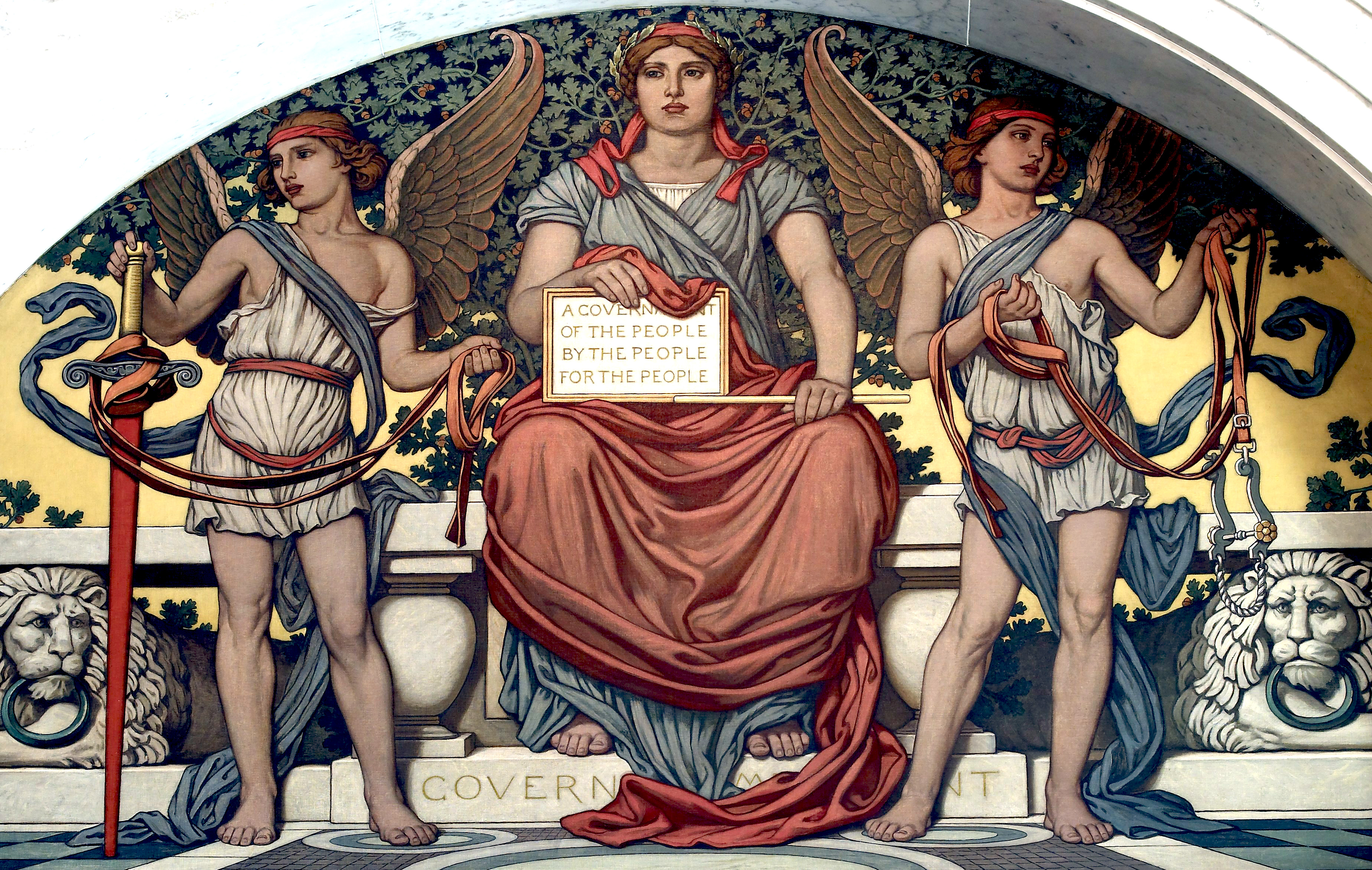
"Governo", pintura de 1896 Elihu Vedder exposta na Biblioteca do Congresso, em Washington. Na placa, pode-se ler: "um governo das pessoas, pelas pessoas, para as pessoas".

## Organização dos governos
Forma de governo é diferente de sistema de governo. A forma de governo é a política base que define como o Estado exerce o poder sobre a sociedade. O sistema de governo é a divisão do poder no Estado. Há ainda o regime político, que é uma relação entre o governante e a força exercida entre ele.

### Formas de governo
As formas de governo mais utilizadas no mundo atual são a monarquia e a república. Existem outras além dessas, porém pouco utilizadas ou nunca utilizadas. Na monarquia, existe uma família real liderada pelo rei ou rainha que governa o país. Até o século XVIII, na Europa predominou a monarquia utilizando o sistema absolutista, quando o monarca tem poderes ilimitados. Na república, um governante assume o poder durante um período. Na inexistência de governo, denomina-se anarquismo.

### Sistemas de governo
Alguns dos sistemas de governo são:
- Parlamentarismo – O chefe de Estado não é eleito pelo povo, não podendo por conseguinte exercer livremente os poderes que lhe são atribuídos pela Constituição (só os exerce a pedido do governo) por falta de legitimidade democrática; e o governo responde politicamente perante o parlamento, o que em sentido estrito significa que o parlamento pode forçar a demissão do governo através da aprovação de uma moção de censura ou da rejeição de uma moção de confiança.[8][9] Tendo em vista que o governo é formado a partir da maioria partidária (ou de coalizão) no parlamento e pode ser demitido antes da data prevista para as eleições regulares, o sistema parlamentarista distingue entre os papéis de chefe de Estado e chefe de governo, ao contrário do presidencialismo, onde os dois papéis são exercidos pela mesma pessoa. No parlamentarismo, o chefe de Estado não detém poderes políticos de monta, desempenhando um papel principalmente cerimonial como símbolo da continuidade do Estado. Nas repúblicas parlamentaristas, o chefe de Estado é nomeado pelo parlamento, por prazo determinado (geralmente com o título de Presidente da República); nas monarquias parlamentaristas, o chefe de Estado é o monarca, geralmente um cargo hereditário. Já o chefe de governo, com o título de primeiro-ministro (ou, em alguns casos, presidente do governo ou chanceler), efetivamente conduz os negócios do governo, em coordenação com os demais ministros membros do gabinete. Exemplos de países a adotarem este modelo são o Reino Unido (onde o conceito moderno de parlamentarismo surgiu), a Suécia, a Espanha, a Itália, o Canadá, a Alemanha, o Japão, a Austrália, a Índia e a África do Sul
- Presidencialismo – A mesma pessoa é chefe de Governo e chefe de Estado. A base da doutrina é a teoria da separação dos poderes desenvolvida por Montesquieu no livro O Espírito das Leis (1748). Os poderes de Estado são independentes. O sistema é exclusivo da república, onde o presidente é eleito por voto direto ou indireto.[10] Exemplos de países a adotarem este modelo são os Estados Unidos (criador deste modelo), a Argentina, o Brasil, o México, a Indonésia, a Coreia do Sul, Angola e a Turquia
- Semipresidencialismo – A sua "descoberta" foi feita por Maurice Duverger no seu livro "Échec au Roi"[9] de 1978. Nessa obra, Duverger define o semipresidencialismo como o sistema de governo no qual o Chefe de Estado é eleito pelo povo, recolhendo assim a legitimidade democrática necessária para exercer os poderes relevantes que a Constituição lhe atribui; o governo é responsável politicamente perante o parlamento; e em sentido estrito o parlamento pode, através de uma moção de censura, forçar a demissão do Governo. Difere do parlamentarismo por apresentar um chefe de Estado com prerrogativas que o tornam muito mais do que uma simples figura protocolar ou mediador político; difere, também, do presidencialismo pelo facto de o governo ser responsável perante o parlamento. Assim, Duverger coloca a problemática da definição do sistema de governo no plano da Constituição. É a partir desta que se pode dizer qual o sistema de governo vigente num determinado país, e não através da observação do funcionamento prático dos sistemas.[8] Este é o modelo utilizado na França (criadora deste modelo), em Portugal, em Cabo Verde, em São Tomé e Príncipe, em Guiné-Bissau, em Moçambique, na Romênia, na Rússia, em Timor-Leste e na Ucrânia.

### Regime político
No mundo atual, a democracia tem sido um dos regimes mais exigidos pelo povo. Alguns regimes:
- Autoritarismo – É caracterizado pela ênfase na autoridade do Estado em uma república ou união. O Estado é controlado por legisladores não eleitos que usualmente permitem algum grau de liberdade individual.[12] Pode ser definido como um comportamento em que uma instituição ou pessoa se excede no exercício da autoridade de que lhe foi investida. Pode haver o abuso de poder e da autoridade, confundindo-se com o despotismo.Formas de governo pelo mundo em 2016    Repúblicas presidencialistas totais.   Repúblicas presidencialistas ligadas a um parlamento.   Repúblicas semipresidencialistas.   Repúblicas parlamentares.   Monarquias parlamentares constitucionais em que o monarca não exerce poder pessoal.   Monarquias parlamentares constitucionais em que o monarca exerce poder pessoal (muitas vezes ao lado de um parlamento fraco).   Monarquias absolutistas.   Repúblicas unipartidárias.   Ditadura militar   Países que não se encaixam em nenhum dos sistemas acima.

Formas de governo pelo mundo em 2016
Repúblicas presidencialistas totais.
Repúblicas presidencialistas ligadas a um parlamento.
Repúblicas semipresidencialistas.
Repúblicas parlamentares.
Monarquias parlamentares constitucionais em que o monarca não exerce poder pessoal.
Monarquias parlamentares constitucionais em que o monarca exerce poder pessoal (muitas vezes ao lado de um parlamento fraco).
Monarquias absolutistas.
Repúblicas unipartidárias.
Ditadura militar
Países que não se encaixam em nenhum dos sistemas acima.

- Democracia – O poder de tomar importantes decisões políticas está com os cidadãos (povo), direta ou indiretamente, por meio de representantes eleitos — forma mais usual. Uma democracia pode existir num sistema presidencialista ou parlamentarista, republicano ou monárquico.[13]}

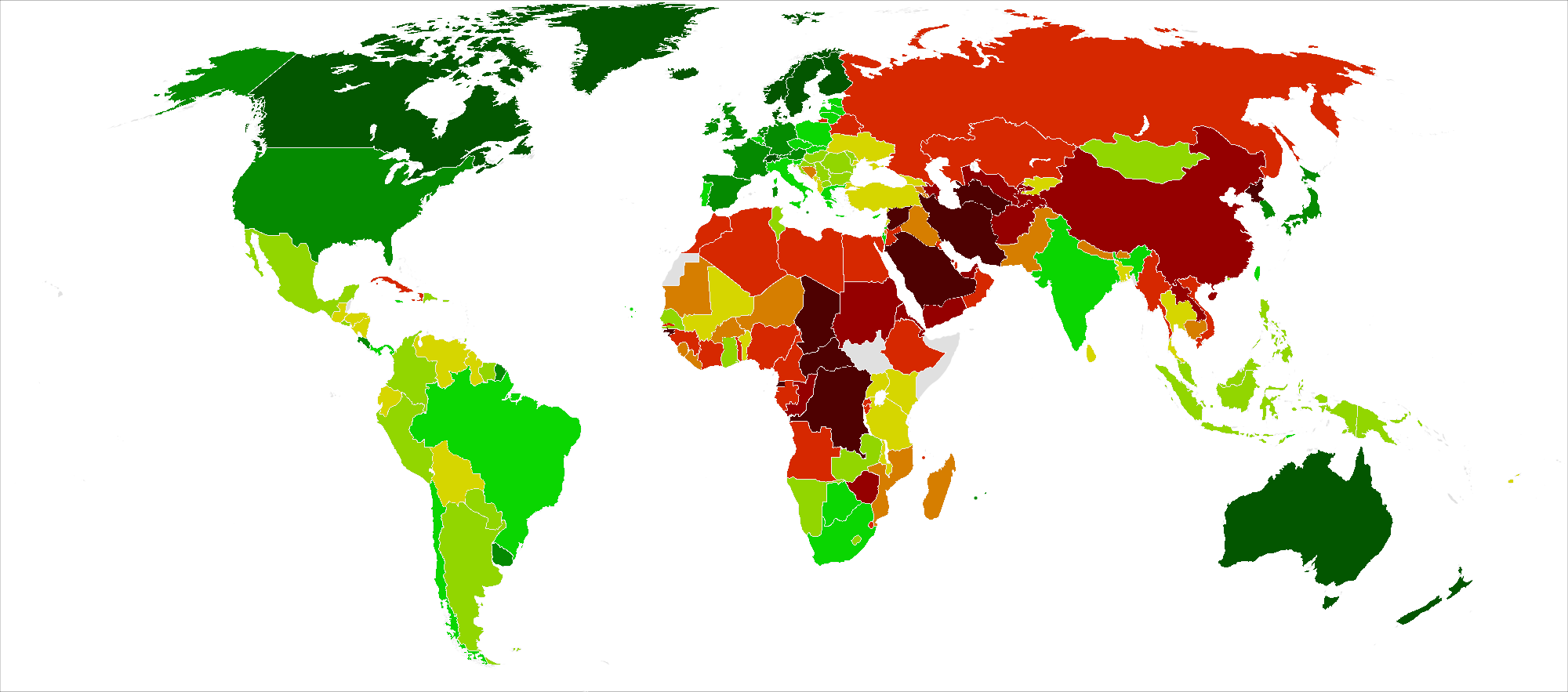
Democracias plenas:
9-10
8-8,9 Democracias imperfeitas:
7-7,9
6-6,9
Sem dados

- Despotismo – O governo é de um líder reconhecido pela população como salvador carismático. O despotismo não depende de o governante ter condições de se sobrepor ao povo, mas sim de o povo não ter condições de se expressar e autogovernar, deixando o poder nas mãos de apenas um, por medo e/ou por não saber o que fazer. No despotismo, segundo Montesquieu, apenas um só governa, sem leis e sem regras, arrebatando tudo sob a sua vontade e seu capricho.[3]
- Ditadura – É um governo autoritário e antidemocrático. O ditador é considerado um líder repressor.[14]
- Oligarquia – O poder político está concentrado num pequeno número de pessoas. Essas pessoas podem distinguir-se pela nobreza, riqueza, laços familiares, empresas ou poder militar. Estados em que tal acontece são muitas vezes controlados por poucas famílias proeminentes que passam a sua influência ao longo de gerações.
- Plutocracia – O poder é exercido pelas pessoas mais ricas.
- Teocracia – As ações políticas, jurídicas e policiais são submetidas às normas de alguma religião. O poder teocrático pode ser exercido direta ou indiretamente pelos clérigos de uma religião:[15] os governantes, juízes e demais autoridades podem ser os próprios líderes religiosos ou podem ser cidadãos leigos submetidos ao controle dos clérigos. Sua forma corrupta é também denominada clerocracia.
- Tirania – O chefe governa com poder ilimitado, embora sem perder de vista que deve representar a vontade do povo.
- Totalitarismo – Geralmente, o Estado está sob o controle de uma única pessoa, político, facção ou classe, não reconhece limites à sua autoridade e se esforça para regulamentar todos os aspectos da vida pública e privada, sempre que possível.[16] O totalitarismo é caracterizado pela coincidência do autoritarismo (onde os cidadãos comuns não têm participação significativa na tomada de decisão do Estado) e da ideologia (um esquema generalizado de valores promulgado por meios institucionais para orientar a maioria, senão todos os aspectos da vida pública e privada).[17] Os regimes ou movimentos totalitários mantêm o poder político através de uma propaganda abrangente divulgada através dos meios de comunicação controlados pelo Estado, um partido único que é muitas vezes marcado por culto de personalidade, o controle sobre a economia, a regulação e restrição da expressão, a vigilância em massa e o disseminado uso do terrorismo de Estado.

## Influência dos partidos políticos
Os partidos políticos, grupos organizados em torno de uma ideologia, influenciam ou ocupam o poder político em um determinado país politicamente organizado e/ou Estado. No parlamentarismo, em geral, o presidente ou secretário-geral do partido político que conseguiu o maior número de cadeiras no Parlamento é quem governa o país (chefe de governo). No presidencialismo, a eleição para presidente da república é o eixo da política, em torno da qual se dão toda a movimentação e as articulações dos políticos.
Dificilmente um candidato se elege ao governo sem ser filiado a um partido político ou sem receber apoio deste. De um ponto de vista pragmático, os candidatos independentes teoricamente teriam mais liberdade para defender posições sem necessariamente fazer concessões a um programa de governo ou plataforma política de aliados. Na prática, é difícil mensurar até que ponto essa liberdade realmente existe. Os políticos filiados a partidos precisam tomar decisões de acordo com o que é determinado pelo partido, o que, às vezes, não representa a verdadeira intenção do político. A chamada infidelidade partidária é quando um político não responde às expectativas do partido, de forma que este é punido, não recebendo mais apoio do partido.
Nos governos autoritários, geralmente não existem partidos políticos, apesar de alguns os aceitarem, de forma que exista apenas um partido (unipartidarismo), dois partidos (bipartidarismo), ou raramente, mais de dois partidos (pluripartidarismo).

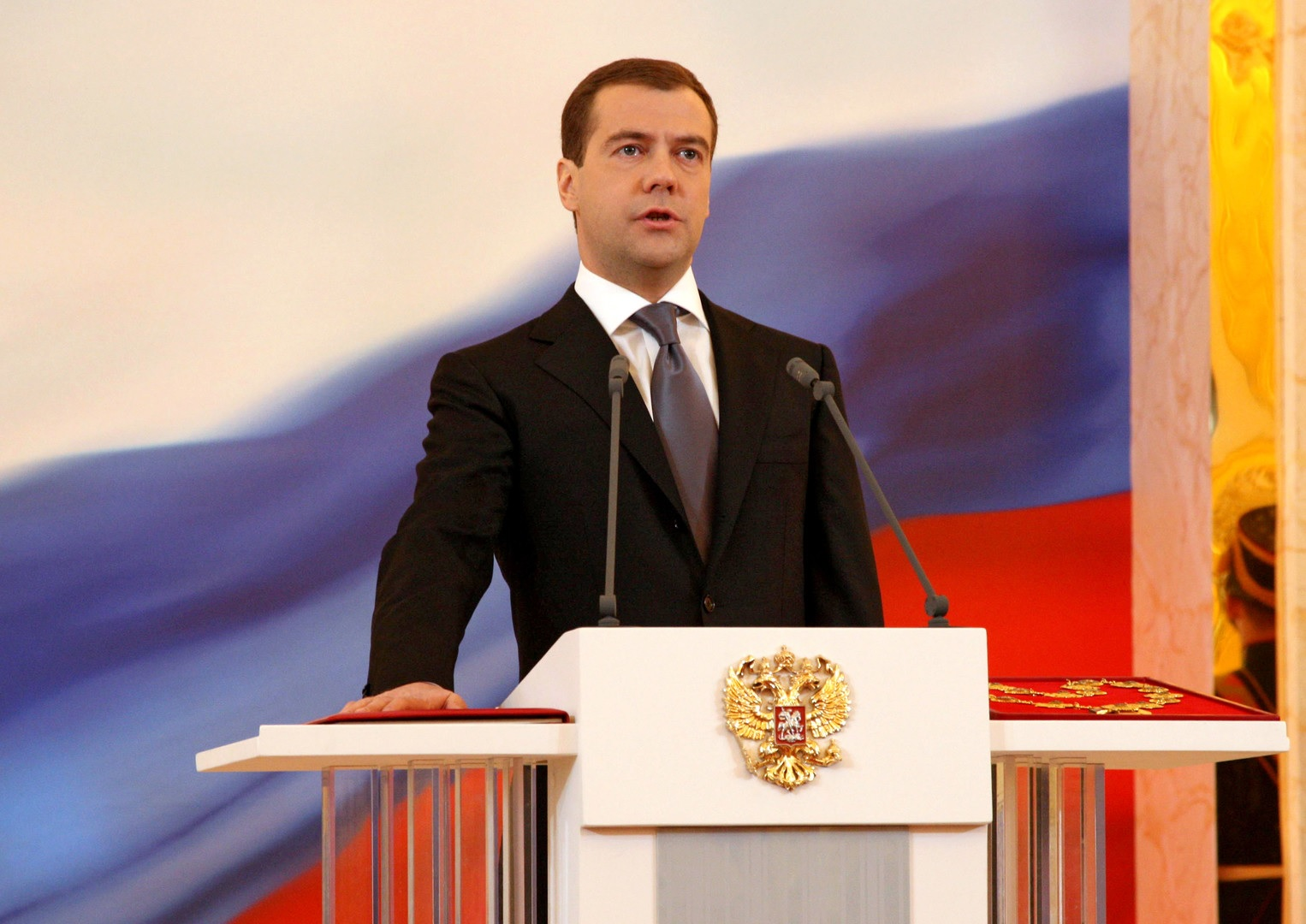
Dmitry Medvedev, Primeiro-ministro da Rússia, é político sem partido, porém é apoiado pela Rússia Unida.